# 2298 Cindijon
2298 Cindijon eller A915 TA är en asteroid i huvudbältet, som upptäcktes 2 oktober 1915 av den tyske astronomen Max Wolf i Heidelberg. Den är uppkallad efter den brittiske astronom Brian G. Marsdens barn, Cynthia och Jonathan.
Asteroiden har en diameter på ungefär 6 kilometer.